# Puente de Génave
Puente de Génave là một đô thị trong tỉnh Jaén, Tây Ban Nha. Theo điều tra dân số 2005 (INE), đô thị này có dân số là 2119 người.
38°21′B 02°48′T / 38,35°B 2,8°T